# Wydział Dyrygentury Symfoniczno-Operowej Uniwersytetu Muzycznego Fryderyka Chopina
Wydział Dyrygentury Symfoniczno-Operowej Uniwersytetu Muzycznego Fryderyka Chopina – jeden z dziesięciu wydziałów Uniwersytetu Muzycznego Fryderyka Chopina.

## Kierunki kształcenia
Dostępne kierunki
- dyrygentura (studia I i II stopnia)

## Struktura organizacyjna

### Katedra Dyrygentury Symfoniczno-Operowej
Samodzielni pracownicy naukowi:
- prof. dr hab. Monika Wolińska – kierownik Katedry
- prof. dr hab. Jan Miłosz Zarzycki
- dr hab. Rafał Janiak
- dr hab. Michał Klauza